# Campionat del Món de cursa per punts femení
El Campionat del món de cursa per punts femenina és el campionat del món de cursa per punts i està organitzat anualment per l'UCI, dins els Campionats del Món de Ciclisme en pista.
Es porta disputant des del 1988 i la russa Olga Slyusareva i la neerlandesa Ingrid Haringa, amb 4 són les que tenen més victòries.

## Pòdiums de les Guanyadores
| Proves | Or                          | Plata                       | Bronze                        |
| 1988   | Sally Hodge (GBR)           | Barbara Ganz (SUI)          | Monique de Bruin (NED)        |
| 1989   | Jeannie Longo (FRA)         | Barbara Ganz (SUI)          | Janie Eickhoff (EUA)          |
| 1990   | Karen Holliday (NZL)        | Svetlana Samokhvalova (URS) | Kristel Werckx (BEL)          |
| 1991   | Ingrid Haringa (NED)        | Kristel Werckx (BEL)        | Janie Eickhoff (EUA)          |
| 1992   | Ingrid Haringa (NED)        | Barbara Ganz (SUI)          | Janie Eickhoff (EUA)          |
| 1993   | Ingrid Haringa (NED)        | Svetlana Samokhvalova (RUS) | Jessica Grieco (EUA)          |
| 1994   | Ingrid Haringa (NED)        | Svetlana Samokhvalova (RUS) | Ludmilla Gorojanskaja (BLR)   |
| 1995   | Svetlana Samokhvalova (RUS) | Nada Cristofoli (ITA)       | Nathalie Lancien-Even (FRA)   |
| 1996   | Svetlana Samokhvalova (RUS) | Jane Quigley (EUA)          | Goulnara Fatkoulina (RUS)     |
| 1997   | Natalia Karimova (RUS)      | Teodora Ruano (ESP)         | Belem Guerrero (MEX)          |
| 1998   | Teodora Ruano (ESP)         | Belem Guerrero (MEX)        | Olga Slyusareva (RUS)         |
| 1999   | Marion Clignet (FRA)        | Judith Arndt (GER)          | Sarah Ulmer (NZL)             |
| 2000   | Marion Clignet (FRA)        | Judith Arndt (GER)          | Olga Slyusareva (RUS)         |
| 2001   | Olga Slyusareva (RUS)       | Katherine Bates (AUS)       | Belem Guerrero (MEX)          |
| 2002   | Olga Slyusareva (RUS)       | Lada Kozlíková (CZE)        | Vera Carrara (ITA)            |
| 2003   | Olga Slyusareva (RUS)       | Edita Kubelskienė (LTU)     | Yoanka González Pérez (CUB)   |
| 2004   | Olga Slyusareva (RUS)       | Vera Carrara (ITA)          | Belem Guerrero (MEX)          |
| 2005   | Vera Carrara (ITA)          | Olga Slyusareva (RUS)       | Katherine Bates (AUS)         |
| 2006   | Vera Carrara (ITA)          | Olga Slyusareva (RUS)       | Gema Pascual Torrecilla (ESP) |
| 2007   | Katherine Bates (AUS)       | Mie Bekker Lacota (DEN)     | Catherine Cheatley (NZL)      |
| 2008   | Marianne Vos (NED)          | Trine Schmidt (DEN)         | Vera Carrara (ITA)            |
| 2009   | Giorgia Bronzini (ITA)      | Yumari González (CUB)       | Elizabeth Armitstead (GBR)    |
| 2010   | Tara Whitten (CAN)          | Lauren Ellis (NZL)          | Tatsiana Sharakova (BLR)      |
| 2011   | Tatsiana Sharakova (BLR)    | Jarmila Machačová (CZE)     | Giorgia Bronzini (ITA)        |
| 2012   | Anastassia Txulkova (RUS)   | Jasmin Glaesser (CAN)       | Caroline Ryan (IRL)           |
| 2013   | Jarmila Machačová (CZE)     | Sofia Arreola (MEX)         | Giorgia Bronzini (ITA)        |
| 2014   | Amy Cure (AUS)              | Stephanie Pohl (GER)        | Jasmin Glaesser (CAN)         |
| 2015   | Stephanie Pohl (GER)        | Minami Uwano (JPN)          | Kimberly Geist (EUA)          |
| 2016   | Katarzyna Pawłowska (POL)   | Jasmin Glaesser (CAN)       | Arlenis Sierra (CUB)          |
| 2017   | Elinor Barker (GBR)         | Sarah Hammer (EUA)          | Kirsten Wild (NED)            |